# Leptocletodes chaetophorus
Leptocletodes chaetophorus är en kräftdjursart som beskrevs av Smirnov 1946. Leptocletodes chaetophorus ingår i släktet Leptocletodes och familjen Argestidae. Inga underarter finns listade i Catalogue of Life.